# Graphis leprographa
Graphis leprographa är en lavart som beskrevs av Nyl. Graphis leprographa ingår i släktet Graphis och familjen Graphidaceae.   Inga underarter finns listade i Catalogue of Life.